# نیابائوری
نیابائوری (گرجی: ნიაბაური) یک روستا در شهرداری ازورگتی در ناحیه گوریا در غرب گرجستان است.